# Nicolas IV Potier
Pour les articles homonymes, voir Famille Potier et Potier.
 (avril 2016).
Nicolas Potier est un noble français, grand commis de l'État, homme politique, mort en 1628 à La Rochelle.

## Biographie
Issu d'une famille de noblesse de robe, provenant de la bourgeoisie parisienne de marchands pelletiers, dont Saint-Simon dira dans ses Mémoires : « Plus valet que nul valet d'extraction… »; Nicolas Potier IV, est le fils de Nicolas III Potier (vers 1541-1635), seigneur de l'arrière fief du Petit-Coudray au Blanc-Mesnil, conseiller au parlement et président aux requêtes, et d'Isabeau Baillet, héritière avec ses sœurs, Charlotte Baillet (épouse de Louis Potier, le frère de Nicolas Potier) et Renée Baillet, de la seigneurie de Sceaux. Il épouse Marie Barré, avec laquelle il aura : 
- René (mort en 1680), seigneur du Blancmesnil (Blanc-Mesnil) et du Bourget, conseiller au parlement en 1636, président en la première chambre des enquêtes en 1645, époux de Marie de Grimouville ;
- Jeanne (morte en 1681), épouse de Michel II de Marillac, fils de René et petit-fils de Michel : parents de René II de Marillac[1] ;
- Madeleine (1623-1705), épouse de Guillaume de Lamoignon.

## Titre et distinctions
- seigneur d'Ocquerre ;
- président en la chambre des comptes, le 16 juillet 1614 ;
- secrétaire d'État à la suite de la démission de Louis Potier de Gesvres, son oncle paternel en octobre 1622 ;
- secrétaire d'État aux Affaires étrangères du 5 février 1624 à 1626, sous Louis XIII de France.